# Seiji Kimura
Seiji Kimura (jap. 木村 誠二, Kimura Seiji; * 24. August 2001 in Chiba, Präfektur Chiba) ist ein japanischer Fußballspieler.

## Karriere
Seiji Kimura erlernte das Fußballspielen in der Jugendmannschaft des FC Tokyo. Hier unterschrieb er 2020 auch seinen ersten Profivertrag. Der Verein, der in der Präfektur Tokio beheimatet ist, spielte in der höchsten Liga des Landes, der J1 League. Die U23-Mannschaft des Vereins spielte in der dritten Liga, der J3 League. Als Jugendspieler kam er von 2018 bis 2019 37-mal in der U23 zum Einsatz. Im Finale um den J.League Cup 2020 besiegte Tokyo am 4. Januar 2021 Kashiwa Reysol mit 2:1. Anfang 2021 wurde er von Kyōto Sanga ausgeliehen. Der Verein aus Kyōto spielte in der zweiten Liga, der J2 League. Für Kyōto stand er einmal in der zweiten Liga auf dem Spielfeld. Nach Ende der Ausleihe wurde er direkt an den ebenfalls in der zweiten Liga spielenden SC Sagamihara ausgeliehen. Mit dem Verein aus Sagamihara belegte man am Saisonende 2021 den 19. Tabellenplatz und stieg in die dritte Liga ab. Für Sagamihara bestritt er 17 Zweitligaspiele. Im Februar 2022 wurde er an den Zweitligisten Montedio Yamagata ausgeliehen. Für den Verein aus der Präfektur Yamagata absolvierte er sechs Zweitligaspiele. Mitte Juli 2022 kehrte er zum FC Tokyo zurück. Sagan Tosu, ein Erstligist aus Tosu, lieh ihn zu Beginn der Saison 2024 aus. Am Ende der Saison 2024 belegte er mit Sagan Tosu den letzten Tabellenplatz und musste somit in die zweite Liga absteigen. Nach dem Abstieg kehrte er im Februar 2025 zum FC Tokyo zurück.

## Erfolge
FC Tokyo
- Japanischer Ligapokalsieger: 2020